# جوزيف هولت (لاعب كريكت)
جوزيف هولت (10 يناير 1895 في جامايكا - 7 أغسطس 1968) (بالإنجليزية: Joseph Holt)‏ هو لاعب كريكت جامايكي. شارك مع منتخب جامايكا الوطني للكريكت.